# The Collection (série de TV)
The Collection é uma série de drama via Streaming. A série, co-produzida pela Amazon Studios, BBC Worldwide, Lookout Point, Federation Entertainment e France Télévisions, estreou em 2 de setembro de 2016.
A série de oito partes foi filmada no País de Gales, França e no Pinewood Studios no primeiro semestre de 2016 e marcou a primeira vez que uma emissora pública nacional da Europa continental colaborou com uma importante plataforma de assinatura de vídeo sob demanda, um distribuidor global e uma produtora britânica, em um drama em inglês.
O criador deste drama de moda, Oliver Goldstick, foi anteriormente um produtor executivo da série de drama de moda Ugly Betty.

## Plot
A série se concentra nos irmãos Paul e Claude Sabine na casa de moda de sua família em Paris. Ao redor deles, a cidade está emergindo da Ocupação da Segunda Guerra Mundial. O charmoso e extrovertido Paul tem o conhecimento dos negócios dos dois irmãos. Claude é o talento artístico, mas também introvertido, misantrópico e homossexual.
Paul procura reivindicar uma reivindicação nas camadas superiores da cena da moda parisiense enquanto a cidade se prepara para reivindicar o título de capital da moda. Ele encontra obstáculos nas formas de seu passado, nas ações de sua mãe conivente e no ambiente competitivo da indústria.
A esposa americana de Paul, Helen, vem de uma família rica cujo dinheiro ajudou a casa de moda Sabine a sobreviver durante tempos austeros. Durante a primeira temporada, ela e Paul enfrentam problemas conjugais devido aos seus muitos segredos.
Claude, por sua vez, se agarra com o trauma emocional de um ataque e roubo vicioso de um amante que, de repente, desapareceu. Ele também anseia por mais reconhecimento de suas contribuições artísticas à casa Sabine, mas seus esforços são muitas vezes frustrados por sua família dominante e por seu próprio comportamento anti-social.
A série também segue Billy Novak, um jovem fotógrafo americano que é contratado pela família Sabine. Ele se inspira e se apaixona por uma modelo de costureira-virado chamada Nina. Ela, entretanto, está mais preocupada em encontrar o filho ilegítimo do qual foi recentemente forçada a desistir para adoção.
A série inclui a vida e as relações de outros funcionários da casa de moda. Ela também aborda a atmosfera de inquietação e paranóia que surgiu na época da Guerra Fria, bem como a caça aos ex-colaboradores nazistas.

## Elenco
- Richard Coyle como Paul Sabine
- Tom Riley como Claude Sabine
- Mamie Gummer como Helen Sabine
- Frances de la Tour como Yvette
- Jenna Thiam como Nina
- Max Deacon como Billy Novak
- Alix Poisson como Charlotte
- Alexandre Brasseur como Victor
- Irène Jacob como Marianne
- Poppy Corby-Tuech como Dominique
- Bethan Mary James como Juliette
- Sarah Parish como Marjorie Stutter
- James Cosmo como Jules Trouvier
- Michael Kitchen como Lemaire
- Allan Corduner como Bompard
- Stanley Townsend como Stanley Rossi
- Michelle Gomez como Eliette
- Jacob Fortune-Lloyd como Cesar

## Transmissão
Na Austrália, a série estreou na BBC First em 14 de março de 2017. Na Coreia do Sul, a KBS começou a transmiti-la em 30 de junho de 2017. Na Rússia, a série estreou no Piervy Kanal em 17 de julho de 2017. Nos Estados Unidos, a série começou a ser transmitida na PBS Masterpiece em 8 de outubro de 2017.